# Dodurga (Çorum)
Dodurga ist eine Stadt und ein Landkreis der türkischen Provinz Çorum. Die Stadt liegt etwa 40 Kilometer nördlich der Provinzhauptstadt Çorum und beherbergt die knappe Hälfte der Landkreisbevölkerung (2020: 44,7 %). Die Stadt liegt an der Ostseite des Bergzugs Kavakdağ zum Tal des Flusses Kızılırmak hin, östlich davon liegt der İnegöl Dağı. Die Stadt wurde in den Jahren 1910, 1935, 1942 und 1943 durch Erdbeben zerstört und wieder aufgebaut. Dodurga wurde 1953 zur Belediye erhoben.

## Landkreis
Der Landkreis liegt im Norden der Provinz. Er grenzt im Südosten an den Kreis Laçin, im Südwesten an den Kreis Oğuzlar sowie im Norden an den Kreis Osmancık. Mit seiner Bevölkerungsdichte von 24 Einwohnern pro Quadratkilometer liegt er etwas über der Hälfte des Provinzdurchschnitts (43 Einwohner je km²).
Der Landkreis Dodurga wurde am 20. Mai 1990 aus der Belediye und einigen Dörfern des Bucak des zentralen Landkreises (Merkez) Osmancık gebildet. Er besteht neben der Kreisstadt aus 12 Dörfern (Köy) mit durchschnittlich 258 Bewohnern. Dikenli ist das größte Dorf mit 499 Einwohnern, 1985 hatte das Dorf noch 1402 Einwohner.